# Wardrecques
Wardrecques est une commune française située dans le département du Pas-de-Calais en région Hauts-de-France.
La commune fait partie de la communauté d'agglomération du Pays de Saint-Omer qui regroupe 53 communes et compte 104 937 habitants en 2021.

## Géographie

### Localisation
Localisée dans l'est du département du Pas-de-Calais et limitrophe du département du Nord, Wardrecques est une commune bordée, au nord-est, par le canal de Neufossé et située, à vol d'oiseau, à 7 km au sud-est de la commune de Saint-Omer (aire d'attraction et chef-lieu d'arrondissement).
La commune est bordée au nord-est par le canal de Neufossé, ou canal du bassin minier, lui-même bordé d'une ancienne voie ferrée où des locomotives à vapeur ont circulé jusque vers 1965, ce qui explique l'installation ancienne d'une papeterie (« Papeterie-cartonnerie de Gondardennes », établie après la Première Guerre mondiale sur les ruines d'une ancienne huilerie ; cette usine papetière est en fait la reconstruction d'une usine autrefois sise sur l'Aa dont elle a retenu le nom du lieu-dit « Gon d'Ardennes » dans son nom). On trouve aussi dans la commune voisine une tuilerie.
Le relief, plat dans le village s'élève progressivement et en pente douce vers le sud-ouest où culmine le plateau d'Helfaut, qui abrite encore de précieux milieux naturels, reliques de landes acides et zones humides, ayant justifié son classement en Zone Natura 2000, et la création de quatre réserves naturelles volontaires (RNV) (mesures compensatoires au passage d'une route ; la voie nouvelle de la vallée de l'Aa dite VNVA). Ces réserves sont devenues en 2007 une réserve naturelle régionale, gérée par un syndicat mixte (Eden 62).
Le lieu-dit du pont traversant le canal est nommé Pont d'Asquin, ou Pont Asquin. Ce pont matérialise à la fois la frontière entre les départements du Nord et du Pas-de-Calais et entre quatre communes : Wardrecques, Racquinghem, Renescure et Blaringhem.
La commune a perdu sa gare, mais une voie ferrée longe le canal pour desservir les usines. Ses abords et ceux du canal constituent encore pour partie l'un des derniers corridors biologiques de la commune.
Le territoire de la commune est limitrophe de ceux de quatre communes, dont deux, Blaringhem et Renescure, dans le département du Nord.
Les communes limitrophes sont Renescure, Campagne-lès-Wardrecques, Heuringhem et Racquinghem.

### Géologie et relief
La superficie de la commune est de 3,72 km2 ; son altitude varie de 21  à   69 mètres. Les sols argilo-calcaires y sont riches, ce qui a encouragé l'agriculture, intensive depuis le XIXe siècle.

### Hydrographie

#### Réseau hydrographique
La commune est située dans le bassin Artois-Picardie,,.
Le territoire de la commune est traversé par plusieurs cours d'eau :
- le canal de Neufossé relie le fleuve côtier l'Aa à la rivière la Lys, qui prennent leur source dans les collines de l'Artois, le bassin versant dirigé vers la plaine de Flandre[5] ;
- l'Aval de Nouvelle Melde, d'une longueur de 11 km, prend sa source dans la commune  et se jette  dans  le canal de la Nieppe à Thiennes, après avoir traversé sept communes[6] ;
- la Longue Becque, d'une longueur de 10 km, prend sa source dans la commune de Lynde et se jette  dans le canal de Neufossé sur la commune[7] ;
- l'Amont de la Nouvelle Melde, d'une longueur de 2,49 km[8] ;
- le Wardrecques[9] ;
- le Pont[10] ;
- le Contre-le fossé rive Gauche du canal de Neufossé.

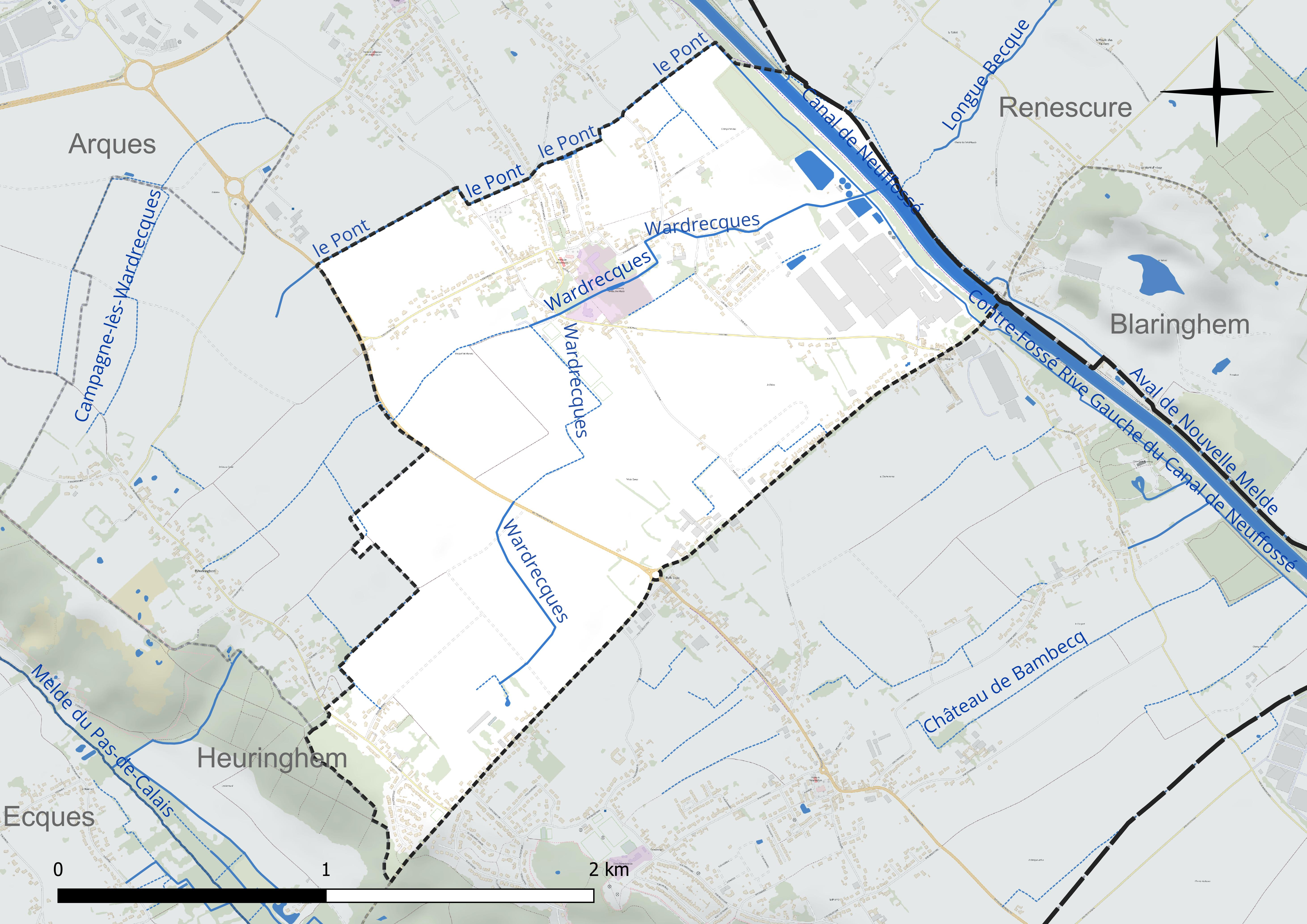
Réseau hydrographique de Wardrecques.

#### Gestion et qualité des eaux
Le territoire communal est couvert par le schéma d'aménagement et de gestion des eaux (SAGE) « Lys ». Ce document de planification concerne un territoire de 1 835 km2 de superficie, délimité par le bassin versant de la Lys. Le périmètre a été arrêté le 29 mai 1995 et le SAGE proprement dit a été approuvé le 6 août 2010, puis révisé le 20 septembre 2019. La structure porteuse de l'élaboration et de la mise en œuvre est le syndicat mixte pour l'élaboration du SAGE de la Lys (SYMSAGEL).
La qualité des cours d'eau peut être consultée sur un site dédié géré par les agences de l'eau et l'Agence française pour la biodiversité.

### Climat
Pour des articles plus généraux, voir Climat des Hauts-de-France et Climat du Nord-Pas-de-Calais.
En 2010, le climat de la commune est de type climat des marges montargnardes, selon une étude du CNRS s'appuyant sur une série de données couvrant la période 1971-2000. En 2020, Météo-France publie une typologie des climats de la France métropolitaine dans laquelle la commune est exposée à un climat océanique et est dans la région climatique Côtes de la Manche orientale, caractérisée par un faible ensoleillement (1 550 h/an) ; forte humidité de l'air (plus de 20 h/jour avec humidité relative > 80 % en hiver), vents forts fréquents.
Pour la période 1971-2000, la température annuelle moyenne est de 10,4 °C, avec une amplitude thermique annuelle de 13,7 °C. Le cumul annuel moyen de précipitations est de 795 mm, avec 13,5 jours de précipitations en janvier et 8 jours en juillet. Pour la période 1991-2020, la température moyenne annuelle observée sur la station météorologique la plus proche, située sur la commune de Watten à 16 km à vol d'oiseau, est de 11,3 °C et le cumul annuel moyen de précipitations est de 822,8 mm,. Pour l'avenir, les paramètres climatiques de la commune estimés pour 2050 selon différents scénarios d'émission de gaz à effet de serre sont consultables sur un site dédié publié par Météo-France en novembre 2022.

### Milieux naturels et biodiversité
Le creusement du canal a marqué le paysage local et a contribué à fortement artificialiser le réseau hydraulique de la sous région. Il accueille les crues du bassin minier et des territoires intermédiaires, ainsi que de nombreux drainages agricoles. Il a forcé une réorganisation des infrastructures routières, ferroviaires et industrielles. De ce fait, la commune a beaucoup perdu de sa naturalité, bien qu'à proximité, sur les plateaux (plateau d'Helfaut) et sur le Mont (Mont d'Hiver dans la commune voisine) des paysages de qualité et une biodiversité remarquable aient survécu. Par ailleurs, ce canal étant connecté à l'Aa canalisée en rivière, il a néanmoins longtemps conservé une vocation de corridor biologique pour les anguilles et quelques petits migrateurs (épinoche).
Via ce canal, la commune est connectée à deux bassins versants ; celui de l'Aa et celui de la Lys. Elle est donc concernée par deux SAGE.
La qualité des eaux du canal a été très mauvaise durant les années 1950-1990, mais s'est améliorée pour certains paramètres. Pour l'Agence de l'eau, elle reste néanmoins médiocre, notamment à cause de sédiments pollués en raison de l'industrialisation en amont de la commune du bassin minier et par les apports érosifs et les lessivages d'intrants agricoles (engrais, pesticides).
Dans les années 1960-1970, les effluents de la papeterie et de nombreuses habitations ont fortement pollué le petit cours d'eau qui longe le canal et la voie ferrée, et les usines fonctionnant au charbon, puis au fioul, polluaient fortement l'atmosphère. La papeterie a été la première dans la région à se doter d'une station d'épuration performante, et à s'équiper d'une turbine à gaz.

#### Espaces protégés et gérés
La protection réglementaire est le mode d'intervention le plus fort pour préserver des espaces naturels remarquables et leur biodiversité associée.
Dans ce cadre, la commune fait partie de deux espaces protégés : 
- les landes du plateau d'Helfaut, arrêté préfectoral de protection de biotope, d'une superficie de 404,509 hectares[20] ;
- le marais audomarois, réserve mondiale de biosphère, zone de transition, d'une superficie de 18 303 hectares, géré par le syndicat mixte du parc naturel régional des Caps et marais d'Opale et la communauté d'agglomération du Pays de Saint-Omer[21].

#### Zones naturelles d'intérêt écologique, faunistique et floristique
L'inventaire des zones naturelles d'intérêt écologique, faunistique et floristique (ZNIEFF) a pour objectif de réaliser une couverture des zones les plus intéressantes sur le plan écologique, essentiellement dans la perspective d'améliorer la connaissance du patrimoine naturel national et de fournir aux différents décideurs un outil d'aide à la prise en compte de l'environnement dans l'aménagement du territoire.
Le territoire communal comprend une ZNIEFF de type 1 : le plateau siliceux d'Helfaut à Racquinghem. Cette ZNIEFF correspond à un vaste plateau détritique de moins d'un kilomètre de large et de près de 10 km de long qui surplombe de plus de 90 m la vallée de l'Aa dont les versants abrupts taillés dans la craie sont en partie occupés par les pelouses de Wizernes.
et une ZNIEFF de type 2 : la moyenne vallée de l'Aa et ses versants entre Remilly-Wirquin et Wizernes. La moyenne vallée de l'Aa et ses versants représentent un remarquable ensemble écologique associant des habitats très différents constituant des complexes de végétations souvent complémentaires.

Carte des ZNIEFF de type 1 et 2 sur la commune
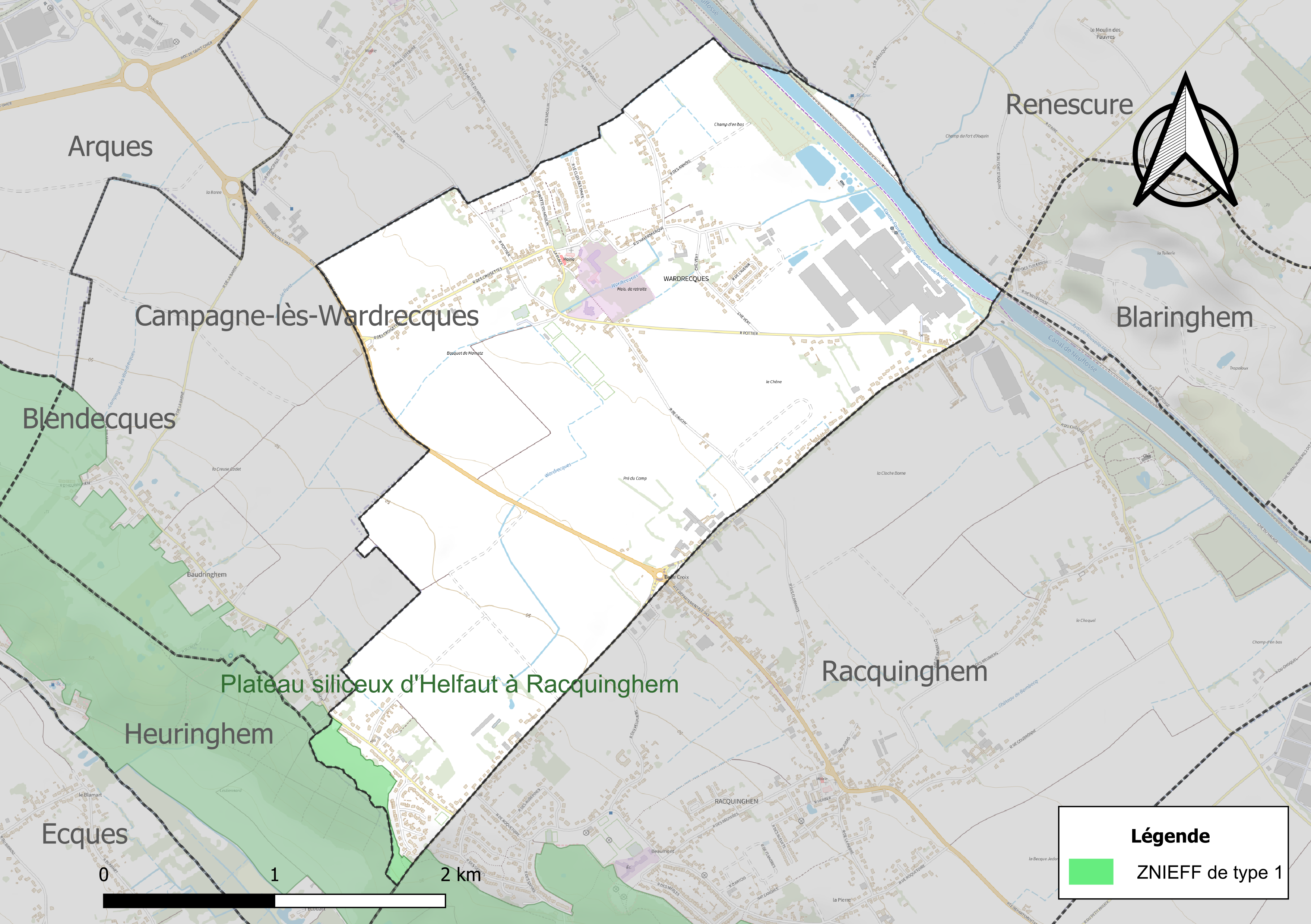
Carte de la ZNIEFF de type 1 sur la commune.
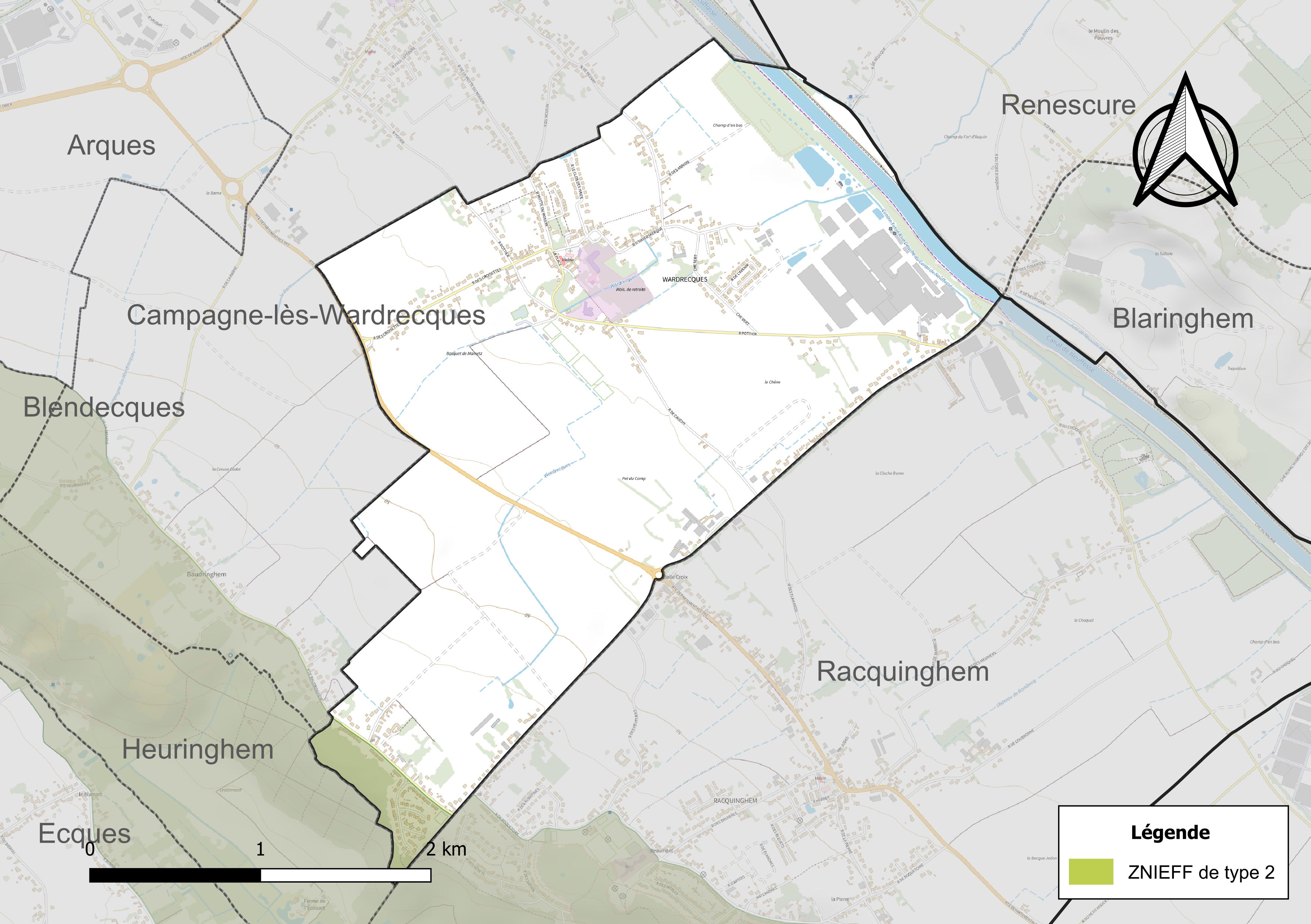
Carte de la ZNIEFF de type 2 sur la commune.

## Urbanisme

### Typologie
Au 1er janvier 2024, Wardrecques est catégorisée bourg rural, selon la nouvelle grille communale de densité à sept niveaux définie par l'Insee en 2022.
Elle appartient à l'unité urbaine de Saint-Omer, une agglomération inter-départementale regroupant 23 communes, dont elle est une commune de la banlieue,,. Par ailleurs la commune fait partie de l'aire d'attraction de Saint-Omer, dont elle est une commune de la couronne,. Cette aire, qui regroupe 79 communes, est catégorisée dans les aires de 50 000 à moins de 200 000 habitants,.

### Occupation des sols
L'occupation des sols de la commune, telle qu'elle ressort de la base de données européenne d'occupation biophysique des sols Corine Land Cover (CLC), est marquée par l'importance des territoires agricoles (86,2 % en 2018), en diminution par rapport à 1990 (91,1 %). La répartition détaillée en 2018 est la suivante : 
terres arables (72,6 %), zones agricoles hétérogènes (13,6 %), zones industrielles ou commerciales et réseaux de communication (8 %), zones urbanisées (4,4 %), forêts (1,4 %). L'évolution de l'occupation des sols de la commune et de ses infrastructures peut être observée sur les différentes représentations cartographiques du territoire : la carte de Cassini (XVIIIe siècle), la carte d'état-major (1820-1866) et les cartes ou photos aériennes de l'IGN pour la période actuelle (1950 à aujourd'hui).

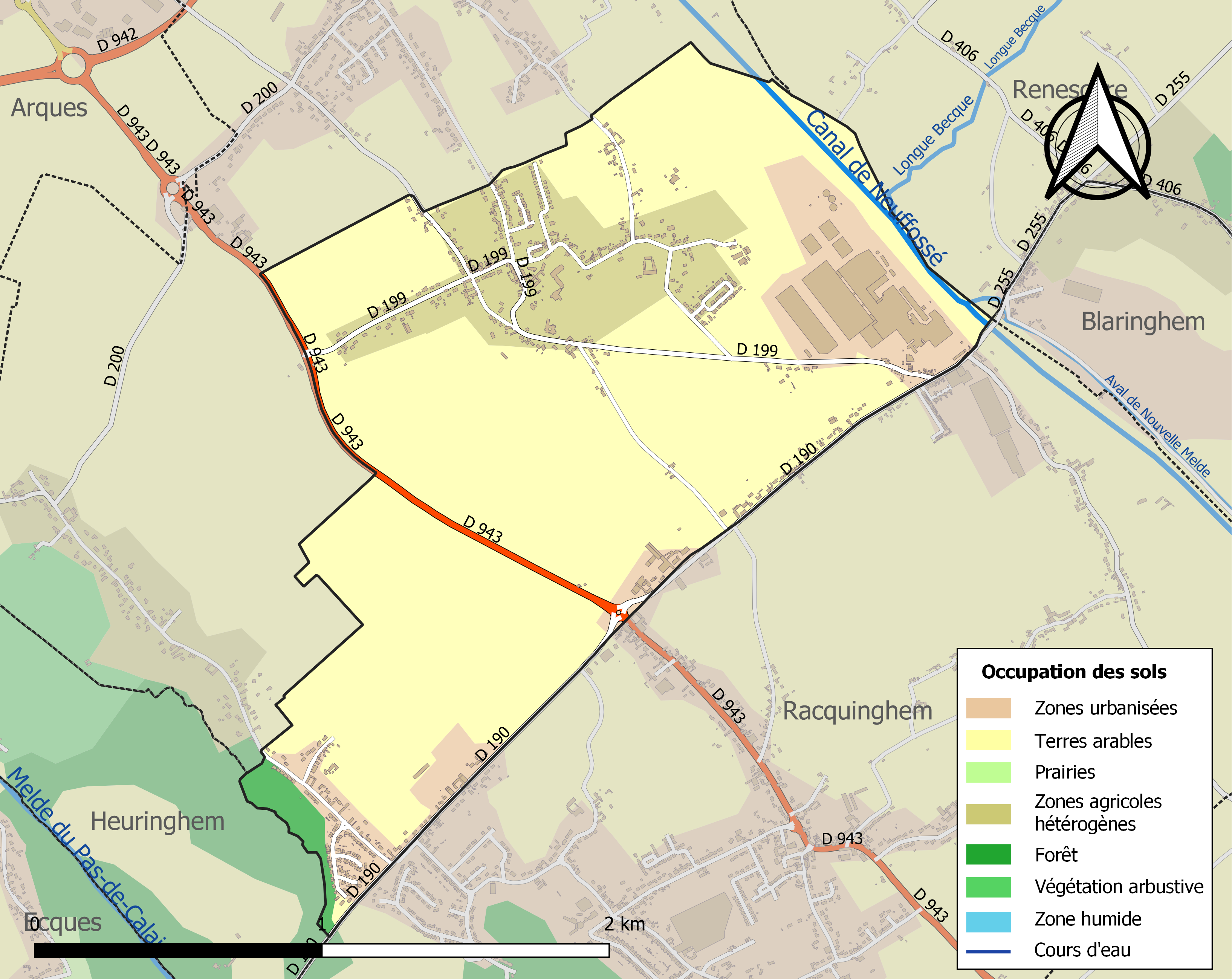
Carte des infrastructures et de l'occupation des sols de la commune en 2018 (CLC).

## Toponymie
Le nom de la localité est attesté sous les formes Werdric en 1096 ; Gueldreca en 1119 ; Werdereke en 1145 ; Weldreca en 1157 ; Guerdreca en 1179 ; Werdrika en 1207 ; Werpdreskes en 1281 ; Werdreske en 1285 ; Werdrica au XIIIe siècle ; Vardreyghe en 1322 ; Werdreque en 1334 ; Werdrecque en 1397 : Verdesque, Verdresque au XIVe siècle ; Werdreke au XIVe siècle ; Werdrecke vers 1412 ; Werdrecq en 1511 ; Werdesque en 1515 ; Verdrecque en 1560 ; Verdrecque en 1571 ; Werdrek en 1631-1632 ; Vandreque en 1762 ; Warecque en 1739, Wardrecque en 1793 et Wardrecques en 1801.
Ernest Nègre avance un toponyme composé de l'anthroponyme germanique Werrecho suivi du suffixe -a de présence donnant le « domaine de Werrecho », auquel fut ajouté un -s adventice.
La commune porte le nom de Wérdrecque en picard et Werdrik en flamand.

## Histoire

### Préhistoire
Ce territoire autrefois riche en zones humides et pourvu de sols de qualité a connu une occupation préhistorique et des activités agricoles précoces. Une fouille de prospection faite au Pont d'Asquin en 1984 a montré dans le front de taille de la carrière de la tuilerie les restes de foyers préhistoriques, avec traces de combustion au niveau du sol holocène colluvionné, avec des tessons de poterie (non décorés à pâte évoquant le Néolithique final ou Chalcolithique), des silex chauffés épars, de nombreux charbons de bois, des cendres, des os animaux brûlés.

### Histoire moderne
Lors du réchauffement et de la dernière invasion marine dont le pic date environ de l'an 800, elle n'était pas située très loin de la mer (Saint-Omer était un port).
Un canal fortifié comme ligne de défense : Des documents médiévaux évoquent un « fossé neuf » réalisé au XIe siècle (il y a un peu moins de mille ans, entre 1046 et 1054) à la demande expresse du comte Baudouin V de Flandre. Un fossé et un talus ont été construits comme ligne de défense des domaines du comte contre un assaut imminent de l'empereur du Saint-Empire romain germanique Henri III, lequel venait de s'emparer de Lille et Tournai. Ce neuf-fossé était alimenté par la Lys, et joignait le bassin de la Lys à celui de l'Aa à Arques, coupant efficacement le nord de la France en deux parties, de Dunkerque à La Bassée sur un axe est-ouest. 
L'ouvrage initial — renforcé d'un talus fait à partir des terres creusées — aurait été creusé sur 12 ou 16 km de long, en urgence, par toute une armée et en vingt-quatre chantiers se rejoignant les uns les autres, ou en trois nuits selon certains chroniqueurs[Qui ?]. Il semble que ce fossé fortifié ait réellement bloqué l'avancée de l'empereur, mais Baudouin, privé de l'aide de Godefroid IV qui lui avait antérieurement permis de résister à l'Empire ne put repousser Henri III plus au nord. Ce dernier, bloqué par la résistance de Baudouin à Arques et à La Bassée, et derrière le « Neuf-fossé », a alors ravagé la Flandre.
Un siècle plus tard, ce petit canal « de Neuf-Fossé » a été complété de petits forts défensifs dits « boulevers » ou blocus qui ont joué un rôle dans diverses batailles sur cette frontière artificielle. Une garnison importante a longtemps été maintenue à Saint-Omer et Aire-sur-la-Lys, avec sur le proche plateau d'Helfaut une zone d'entraînement et de campement.
Elle a subi en 1543 les batailles qui se sont déroulées dans les régions de Thérouanne et Saint-Omer.

### XXesiècle
Wardrecques a été occupé par l'armée allemande lors des deux Guerres mondiales (zone relativement stratégique en raison de la présence du canal, de la voie ferrée, d'industries et d'un axe routier important dont l'un conduisant au plateau d'Helfaut sur lequel les Allemands. ont construit la coupole d'Helfaut (à Wizernes).

### XXIesiècle
En 2015, un projet de fusion des communes de Wardrecques, Campagne-lès-Wardrecques et Racquinghem est élaboré. Pour être validé, les conseils municipaux des trois communes doivent le voter. Ces votes ont lieu le même jour, le conseil de Racquinghem vote en sa faveur, ceux de Wardrecques et Campagne-lès-Wardrecques votent contre, ce qui met un terme à ce projet.

## Politique et administration

### Découpage territorial
La commune se trouve dans l'arrondissement de Saint-Omer du département du Pas-de-Calais.

#### Commune et intercommunalités
La commune est membre de la communauté d'agglomération du Pays de Saint-Omer.

#### Circonscriptions administratives
La commune est rattachée au canton de Fruges.

#### Circonscriptions électorales
Pour l'élection des députés, la commune fait partie de la huitième circonscription du Pas-de-Calais.

### Élections municipales et communautaires

#### Liste des maires
| Période                                  | Période                     | Identité     | Étiquette | Qualité                                                                        |
| ---------------------------------------- | --------------------------- | ------------ | --------- | ------------------------------------------------------------------------------ |
| Les données manquantes sont à compléter. |                             |              |           |                                                                                |
| 1995                                     | En cours (au 14 avril 2022) | Louis Cainne | DVD       | Cadre retraité Réélu pour le mandat 2014-2020, Réélu pour le mandat 2020-2026, |

## Population et société

### Démographie

#### Évolution démographique
L'évolution du nombre d'habitants est connue à travers les recensements de la population effectués dans la commune depuis 1793. Pour les communes de moins de 10 000 habitants, une enquête de recensement portant sur toute la population est réalisée tous les cinq ans, les populations de référence des années intermédiaires étant quant à elles estimées par interpolation ou extrapolation. Pour la commune, le premier recensement exhaustif entrant dans le cadre du nouveau dispositif a été réalisé en 2006.

En 2022, la commune comptait 1 338 habitants, en évolution de +0,53 % par rapport à 2016 (Pas-de-Calais : −0,72 %, France hors Mayotte : +2,11 %).
| 1793 | 1800 | 1806 | 1821 | 1831 | 1836 | 1841 | 1846 | 1851 |
| ---- | ---- | ---- | ---- | ---- | ---- | ---- | ---- | ---- |
| 208  | 244  | 316  | 353  | 404  | 418  | 421  | 394  | 379  |

| 1856 | 1861 | 1866 | 1872 | 1876 | 1881 | 1886 | 1891 | 1896 |
| ---- | ---- | ---- | ---- | ---- | ---- | ---- | ---- | ---- |
| 383  | 347  | 344  | 378  | 417  | 424  | 445  | 383  | 390  |

| 1901 | 1906 | 1911 | 1921 | 1926 | 1931 | 1936 | 1946 | 1954 |
| ---- | ---- | ---- | ---- | ---- | ---- | ---- | ---- | ---- |
| 360  | 320  | 362  | 502  | 506  | 513  | 554  | 520  | 562  |

| 1962 | 1968 | 1975 | 1982 | 1990  | 1999  | 2006  | 2011  | 2016  |
| ---- | ---- | ---- | ---- | ----- | ----- | ----- | ----- | ----- |
| 518  | 530  | 541  | 946  | 1 034 | 1 068 | 1 153 | 1 185 | 1 331 |

| 2021  | 2022  | - | - | - | - | - | - | - |
| ----- | ----- | - | - | - | - | - | - | - |
| 1 346 | 1 338 | - | - | - | - | - | - | - |

#### Pyramide des âges
En 2018, le taux de personnes d'un âge inférieur à 30 ans s'élève à 35,5 %, soit en dessous de la moyenne départementale (36,7 %). À l'inverse, le taux de personnes d'âge supérieur à 60 ans est de 26,8 % la même année, alors qu'il est de 24,9 % au niveau départemental.
En 2018, la commune comptait 667 hommes pour 669 femmes, soit un taux de 50,07 % de femmes, légèrement inférieur au taux départemental (51,50 %).
Les pyramides des âges de la commune et du département s'établissent comme suit.
| Hommes | Classe d’âge | Femmes |
| ------ | ------------ | ------ |
| 1,2    | 90 ou +      | 4,7    |
| 4,8    | 75-89 ans    | 9,7    |
| 17,2   | 60-74 ans    | 16,0   |
| 18,2   | 45-59 ans    | 17,9   |
| 20,5   | 30-44 ans    | 18,8   |
| 16,7   | 15-29 ans    | 17,2   |
| 21,5   | 0-14 ans     | 15,7   |

| Hommes | Classe d’âge | Femmes |
| ------ | ------------ | ------ |
| 0,5    | 90 ou +      | 1,6    |
| 5,6    | 75-89 ans    | 8,9    |
| 16,7   | 60-74 ans    | 18,1   |
| 20,2   | 45-59 ans    | 19,2   |
| 18,9   | 30-44 ans    | 18,1   |
| 18,2   | 15-29 ans    | 16,2   |
| 19,9   | 0-14 ans     | 17,9   |

## Culture locale et patrimoine

### Lieux et monuments

#### Patrimoine religieux
- Église Notre-Dame, dont la nef achevée en 1524 s'appuie sur un chœur roman, la tour et le clocher étant plus récents (XIXe siècle).
- Chapelle « Quénivet », datant du XVIIIe siècle.
- Bâtiment et parc boisé dit de l'Avé Maria, appartenant au diocèse et qui a longtemps accueilli des retraites et activités religieuses.

#### Patrimoine commémoratif
- Le monument aux morts du marbrier Ernest Rabischon d'Aire-sur-la-Lys, inauguré en 1920, commémore les victimes des guerres 1914-1918 et 1939-1945.
- Au cimetière à côté de l'église se trouve la tombe d'un soldat britannique de la Commonwealth War Graves Commission.

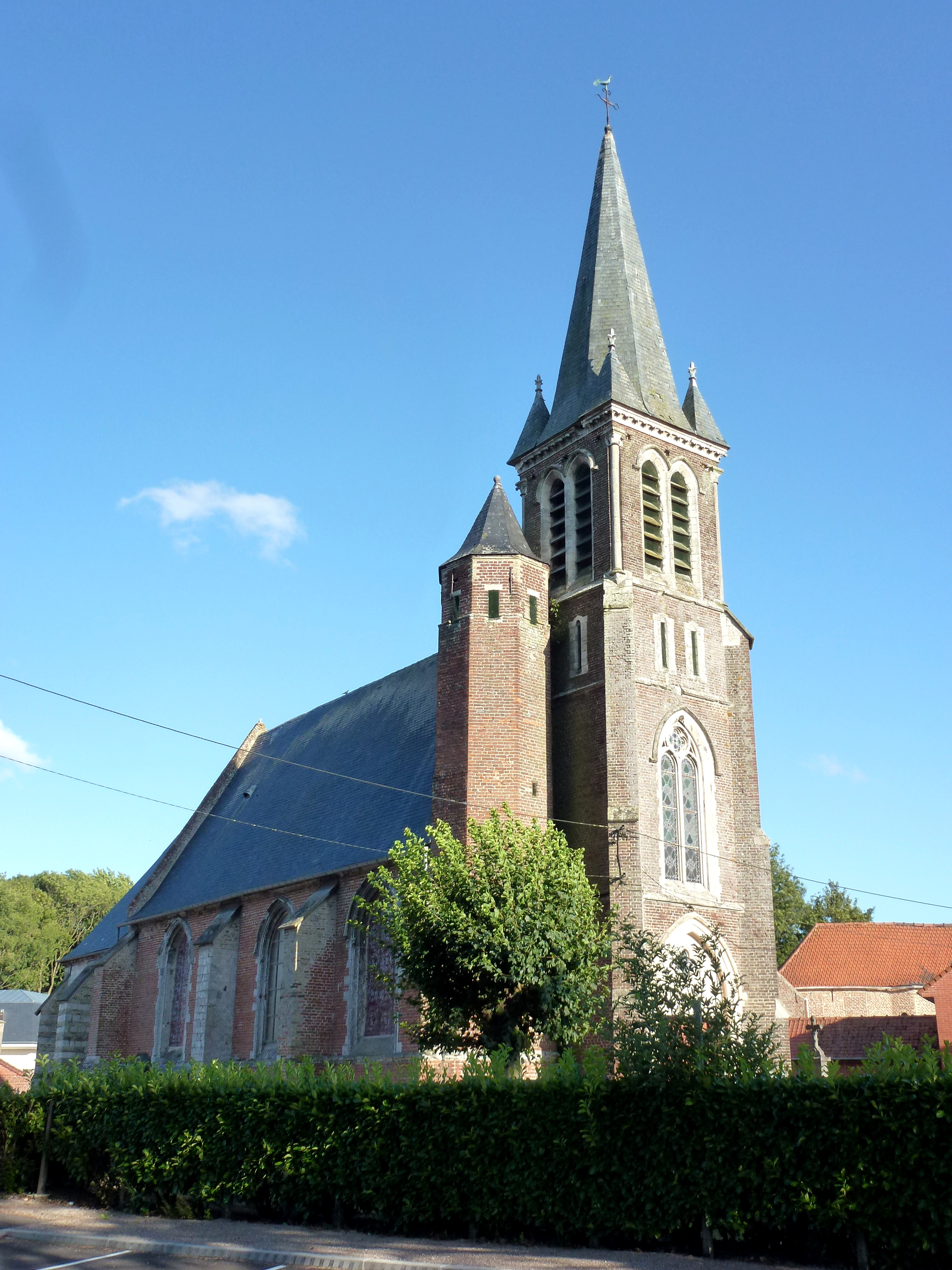
Église Notre-Dame.
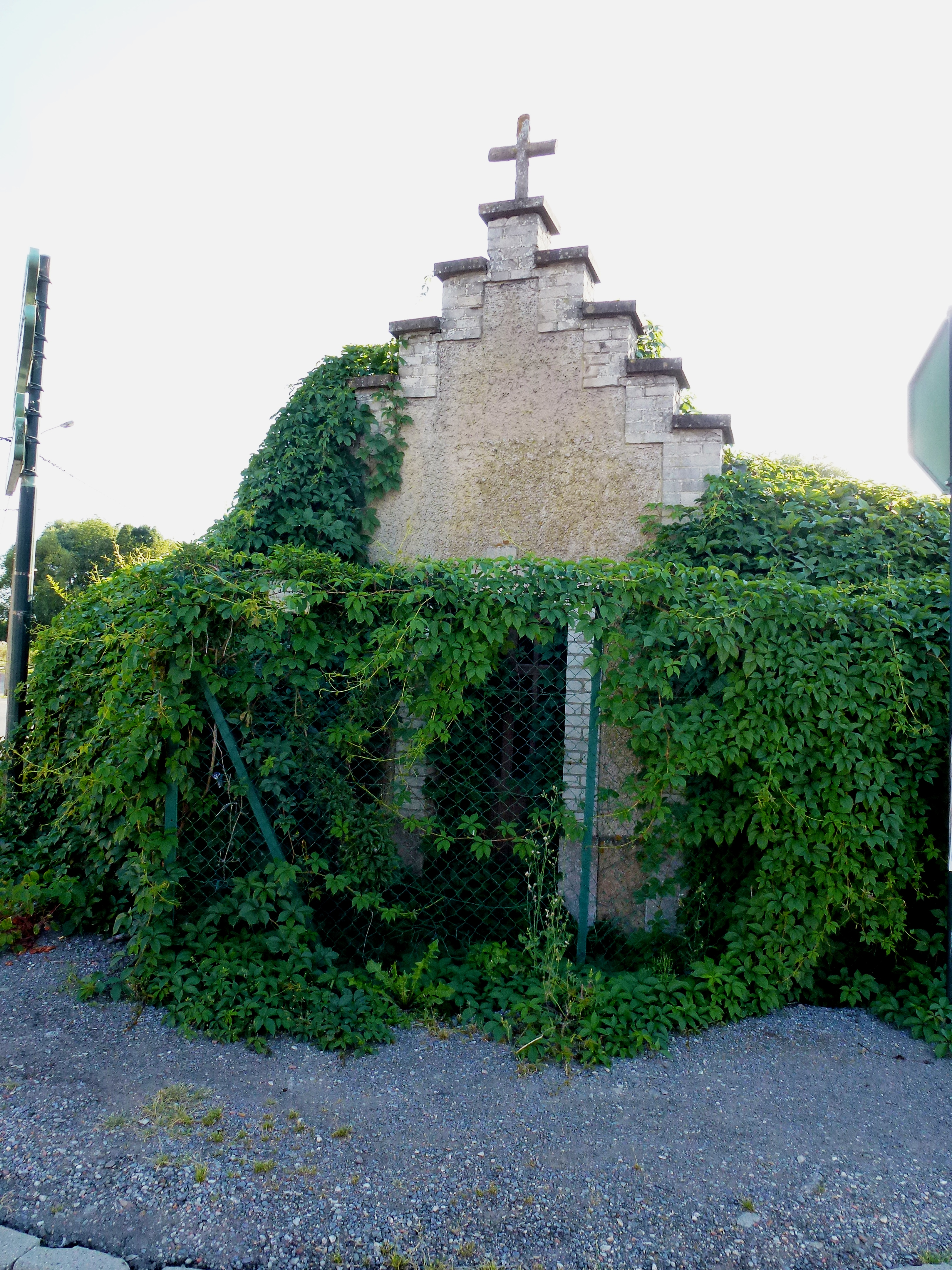
Chapelle Quénivet.
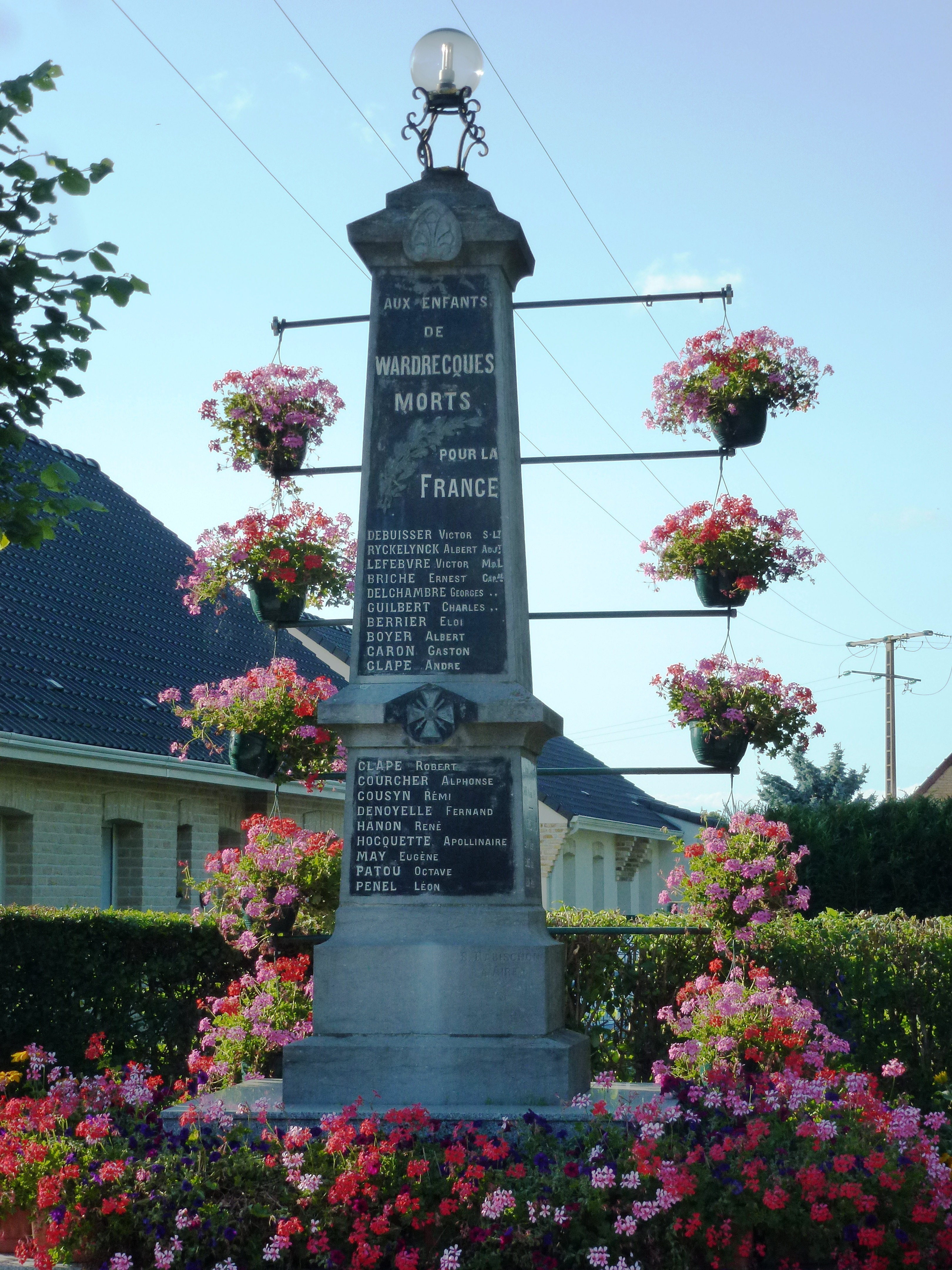
Monument aux morts.

### Patrimoine naturel

#### Intégrité écologique
Faute de gués et d'écoducs, en raison de berges particulièrement artificielles (béton et/ou palplanches) et de par sa vocation première (il s'agissait de construire un mur infranchissable par les armées), le canal de Neufossé est un facteur de fragmentation écopaysagère majeur et supplémentaire pour cette région par ailleurs très fragmentée par un réseau routier particulièrement dense.

Il fut néanmoins un des axes de remontée de l'anguille, espèce aujourd'hui menacée de disparition.

Une petite expérimentation de restauration de berges écologiques a été réalisée à Renescure dans les années 1990 près du pont qui mène à Wardrecques. Une partie des berges pourraient jouer un rôle dans le cadre de la trame verte régionale.
En tant que cours d'eau artificiel il est intégré dans les Sages de l'Aa et de la Lys, sous le contrôle de l'État, avec l'aide de l'Agence de l'eau Artois - Picardie.

#### Pollution
Ce canal a été considéré par les agences de l'eau comme l'un des plus pollués de France en raison de l'industrie lourde qui s'est installées sur ses berges aux XIXe et XXe siècles et à cause des apports du bassin minier.

Il a subi les séquelles de deux guerres (apports d'eaux polluées à la suite des bombardements et incendies).

Deux problèmes importants sont la gestion des boues de curage et la remise en suspension de polluants lors du passage de grosses péniches ou lors de crues majeures. Les pollutions industrielles ont significativement diminué, soit grâce aux stations d'épuration, soit à la suite de la fermeture des usines les plus polluantes, mais les pollutions d'origine agricole ont augmenté, et la turbidité et l'eutrophisation sont devenus un problème chronique dans tous les canaux navigués, exacerbé par la puissance croissante des moteurs de péniches, depuis l'abandon du halage.
C'est un axe de pénétration d'espèces invasives, dont la moule zébrée.

### Linguistique
Le canal, ancien fossé défensif, est longtemps resté aussi une frontière linguistique et culturelle ; le néerlandais (en dialecte flamand occidental) dominant au nord, côté Renescure/Hazebrouck), alors que le picard persistait au sud, côté Wardrecques/Thérouanne.

### Héraldique

Armes de la famille Briois.

| Blason de Wardrecques | Blason  | De gueules à une gerbe de blé d'or, à la bordure du même chargée de huit tourteaux du champ.                                                   |
| Blason de Wardrecques | Détails | S'inspire des armes de la famille Briois, dont étaient issus d'anciens seigneurs de Wardrecques. Adopté par la municipalité le 8 février 1996. |

## Pour approfondir